# Lyot (cratère lunaire)
Lyot est un cratère lunaire situé à l'extrême ouest de la face visible de la Lune. Il est situé dans la Mare Australe et sa visibilité est dépendante de la libration de la Lune. Le plancher intérieur de ce cratère a été recouvert par de la lave, laissant un intérieur sombre avec un albédo qui correspond à la mare lunaire environnante. Le bord extérieur est bas et très usé, avec un périmètre qui forme un cercle quelque peu déformé. La partie sud-ouest du contour est marquée par plusieurs petits cratères en forme de bol. Il y a aussi les restes d'un cratère fantôme à l'Est du cratère. 
En 1964, l'Union astronomique internationale lui a attribué le nom de Lyot en l'honneur de l'astronome français Bernard Lyot, inventeur de la coronographie. 

## Cratères satellites

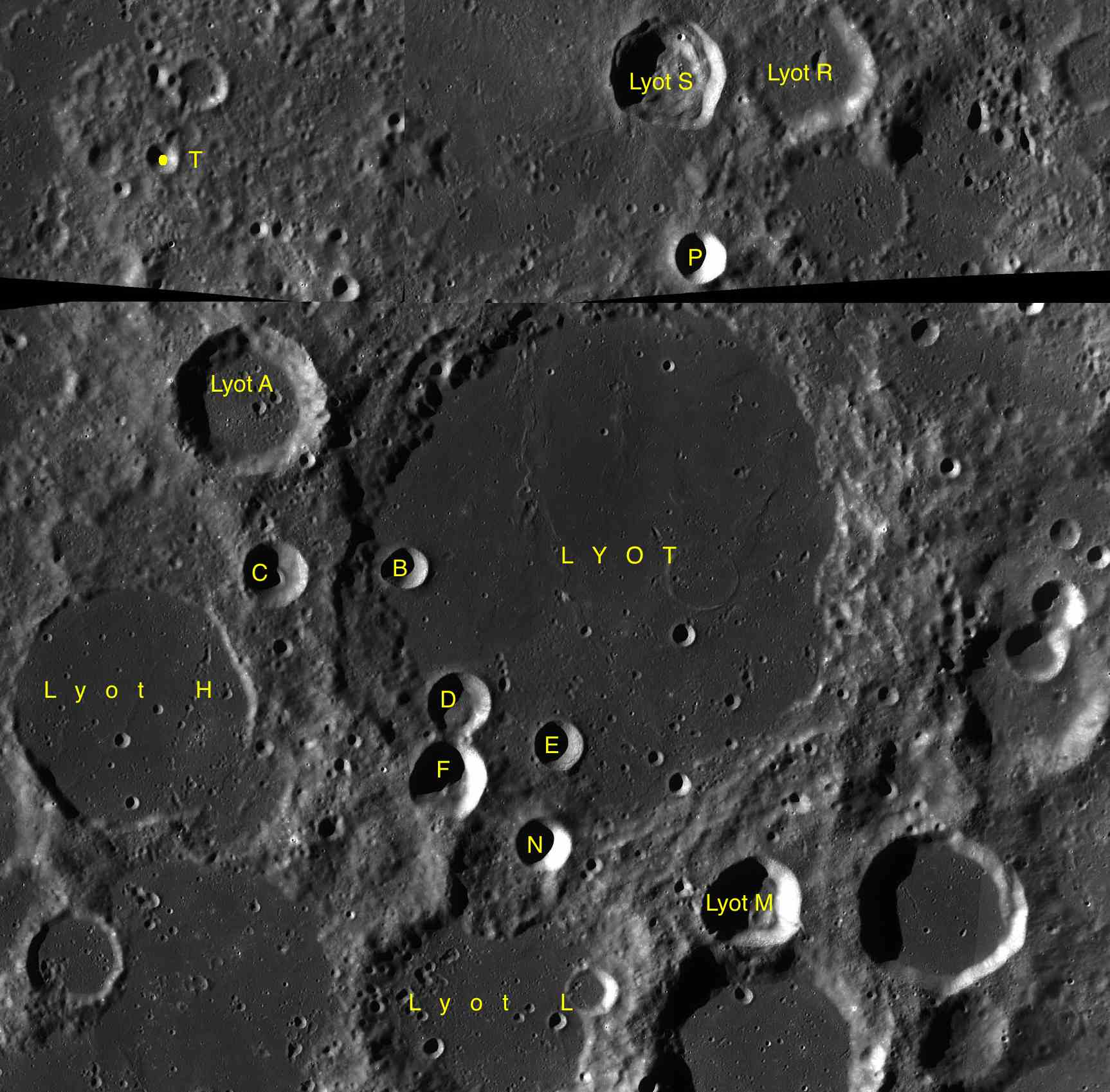
Carte des cratères satellites de Lyot.

Par convention, les cratères satellites sont identifiés sur les cartes lunaires en plaçant la lettre sur le côté du point central du cratère qui est le plus proche de Lyot.
| Lyot | Latitude | Longitude | Diamètre |
| ---- | -------- | --------- | -------- |
| A    | 49.0° S  | 79.6° E   | 38 km    |
| B    | 50.4° S  | 82.2° E   | 9 km     |
| C    | 50.4° S  | 80.4° E   | 17 km    |
| D    | 51.6° S  | 82.2° E   | 14 km    |
| E    | 52.0° S  | 82.9° E   | 13 km    |
| F    | 52.3° S  | 82.8° E   | 21 km    |
| H    | 51.4° S  | 78.2° E   | 63 km    |
| L    | 54.4° S  | 83.1° E   | 70 km    |
| M    | 53.3° S  | 86.2° E   | 24 km    |
| N    | 52.8° S  | 83.4° E   | 12 km    |
| P    | 47.7° S  | 85.0° E   | 13 km    |
| R    | 46.1° S  | 87.6° E   | 30 km    |
| S    | 46.0° S  | 85.6° E   | 26 km    |
| T    | 46.8° S  | 78.6° E   | 8 km     |